# Рейнольдс, Линда
Линда Карен Рейнольдс (англ. Linda Karen Reynolds, род. 16 мая 1965, Гусберри-Хилл) — австралийский политический и государственный деятель. Министр обороны Австралии с 2019 по 2021 год во втором кабинете Моррисона, министр социальных служб (2021—2022). В прошлом — министр оборонной промышленности (2019) в первом кабинете Моррисона, помощник министра внутренних дел (2018—2019).